# Marciac
 Marciac  (también así en occitano) es una población y comuna francesa, ubicada en la región de Occitania, departamento de Gers, en el distrito de Mirande y cantón de Marciac.

## Demografía
| 996 | 1065 | 1131 | 1119 | 1211 | 1160 |
| Para los censos de 1962 a 1999 la población legal corresponde a la población sin duplicidades (Fuente: INSEE [Consultar]) |      |      |      |      |      |